# Ситники (Юкаменский район)
Ситники — деревня в Юкаменском районе Удмуртии, в составе Юкаменского сельского поселения. Расположена на берегу реки Уни.

## География
Улицы деревни:
- Тихая

## Население
Численность постоянного населения деревни составляет 2 человека (2007).